# Jonas Nensén
Jonas Nensén, född 3 april 1791 i Själevads socken, Västernorrlands län, död 13 maj 1881 i Dorotea församling, Västerbottens län, var en svensk präst och kyrkoherde. 
Prästsonen Nensén blev student vid Uppsala universitet 1810 och prästvigdes 1817. Efter olika tjänster utnämndes han till kyrkoherde i Dorotea församling 1830 med tillträde 1832. Mest känd är han som upptecknare av nordsvensk folkkultur, svensk, finsk och samisk. I samlingarna ingår även en svensk-rysk ordlista som han samlade in från två tidigare soldater i ryska armén, Thomas Andersson Neninder och Abraham Filipsson, som efter desertering kommit att kvarstanna i Lycksele och Vilhelmina. Efter hans död bortauktionerades de omfattande anteckningarna. En del hamnade i Dorotea handelsbod och kom till användning som omslagspapper. Där upptäcktes materialet av Erik Modin, som räddade 1330 folioblad åt eftervärlden. Idag förvaras den Nensénska handskriftsamlingen i Uppsala universitetsbibliotek. En del av materialet finns även tillgängligt i digitaliserad form genom Umeå universitetsbibliotek. Det samiska materialet låg till grund för Sigrid Drakes avhandling Västerbottenslapparna (1918).